# Thomas Craig
Pour les articles homonymes, voir Craig.
Thomas Craig est un acteur britannique, né le 4 décembre 1962 à Sheffield (Yorkshire du Sud) sous le nom de Craig Thompson.
Il est notamment connu pour son rôle de l'inspecteur Thomas Brackenreid dans Les Enquêtes de Murdoch et sa présence dans le film The Navigators, réalisé par Ken Loach en 2001.

## Biographie
Thomas Craig a été plombier pendant six ans dans sa ville natale de Sheffield, en Angleterre, avant de devenir acteur.
Il a étudié à la prestigieuse Academy of Live and Recorded Arts (en) avant de décrocher le rôle récurrent de DC Lambton dans la série The Paradise Club (en).
Depuis lors, il a joué dans de nombreux téléfilms, séries et longs métrages, mais il est probablement mieux connu pour ses rôles récurrents dans les séries britanniques Where the Heart Is et Coronation Street et également dans le film The Navigators de Ken Loach (2001). On a pu le voir également au cinéma dans  The Tournament de Scott Mann, aux côtés de Ving Rhames et Robert Carlyle. Depuis 2008, Thomas Craig tient le rôle de l'inspecteur Thomas Brackenreid dans la série Les Enquêtes de Murdoch.
Il habite à Londres.

## Filmographie

### Au cinéma
- 2001 : The Navigators de Ken Loach
- 2009 :  The Tournament de Scott Mann

### À la télévision

#### Téléfilms
- 1991 : Smack and Thistle de Tunde Ikoli : Spikey
- 1994 : Cadfael, saison 1, épisode 4 : Le Capuchon du moine (Monk's hood) : Aelric
- 1995 : Suspect numéro 1 (Prime Suspect: Scent of Darkness) de Paul Marcus : DS Booth
- 1995 : Suspect numéro 1 (Prime Suspect: Inner Circles) de Sarah Pia Anderson : DS Booth

#### Séries télévisées
- 1989 : The Paradise Club (en) : DC Lambton
- 1991-1997 : The Bill
- 1992 : Inspecteur Morse
- 1993 : Médecins de l'ordinaire (Peak Practice (en)) : Paul
- 1994-2009 : Casualty : Graham Evans / Steve
- 1999 : Soldier Soldier (en) : fusilier Jacko Barton
- 1997-2005 : Where the Heart Is : Simon Goddard
- 2002-2005 : Coronation Street : Tommy Harris / Tommy Nelson
- Depuis 2008 : Les Enquêtes de Murdoch de Maureen Jennings : inspecteur Thomas Brackenreid
- 2011 : The Listener : Jake Coogan
- 2022 : Hudson et Rex - S.4-Ep.12 : Seuls au monde de Felipe Rodriguez : Henri Ward

### Jeux vidéo
- 1996 : Privateer 2: The Darkening